# Adaobi Tricia Nwaubani
Adaobi Tricia Obinne Nwaubani, née le 28th March 1976 à Enugu au Nigéria est une romancière, humoriste, essayiste et journaliste nigériane. Son premier roman, I Do Not Come To You By Chance, a remporté le prix 2010 des écrivains du Commonwealth pour le meilleur premier livre,, un prix Betty Trask First Book, et a été nommé par le Washington Post comme l'un des meilleurs livres de 2009. 
Son premier roman pour jeunes adultes, Buried Beneath the Baobab Tree, basé sur des entretiens avec des filles kidnappées par Boko Haram, a été publié par HarperCollins en septembre 2018. Il a remporté le prix Raven 2018 pour l'excellence dans les arts et le divertissement, a été désigné comme l'un des meilleurs romans pour jeunes adultes par l'American Library Association, et fait partie de la sélection 2019 des Notable Social Studies Trade Books for Young People.

## Biographie

### Enfance
Nwaubani est née à Enugu, au Nigeria, du chef Chukwuma Hope Nwaubani et de Dame Patricia Uberife Nwaubani, le 1er janvier 1976. Nwaubani a été élevée par ses deux parents dans sa ville natale d'Umuahia, État d'Abia, parmi le peuple Igbo. Sa famille descend de membres du système de chefferie nigérian ; son arrière-grand-père, Chief Nwaubani Ogogo Oriaku - la source de son nom de famille - était un chef célèbre et un commerçant licencié par la Royal Niger Company à la fin du 19e siècle. Il vendait notamment des esclaves.

### Formations
À l'âge de 10 ans, elle quitte la maison pour aller à l'internat du Federal Government Girls College Owerri . Elle étudie la psychologie à l'Université d'Ibadan, la première université du Nigeria. Adolescente, Nwaubani rêvait secrètement de devenir agent de la CIA ou du KGB. Elle gagne son premier revenu en remportant un concours d'écriture à l'âge de 13 ans. Sa mère est une cousine de Flora Nwapa, la première femme écrivain africaine à publier un livre. Au cours de sa première année à l'université, elle devient membre de l'équipe d'échecs Idia Hall et également membre de la chorale (musique classique) de l'université.
Nwaubani était l'un des pionniers de la rédaction des journaux nigérians NEXT, aujourd'hui disparus, créés par le journaliste Dele Olojede, lauréat du prix Pulitzer.

### Carrière
Je ne viens pas à toi par hasard est le premier roman de Nwaubani, publié en 2009.  Se déroulant dans le monde des escroqueries par courriel au Nigeria, le livre raconte l'histoire d'un jeune homme, Kingsley, qui se tourne vers son oncle Boniface pour qu'il l'aide à sortir sa famille de la pauvreté. En 2019, Masobe Books a obtenu les droits de publication de I Do Not Come to You by Chance au Nigeria.
Adaobi Tricia Nwaubani vit à Abuja, au Nigeria, où elle travaille comme consultante.

## Influence
Nwaubani s'est dit préoccupé par le ton largement sombre des romans africains. Elle attribue à Angela's Ashes de l'écrivain irlandais-américain Frank McCourt, gagnant du Pulitzer, le mérite de lui avoir montré qu'elle pouvait écrire sur des questions sérieuses sur un ton humoristique. Elle est également une grande admiratrice de l'humoriste britannique PG Wodehouse.

## Prix
- Prix des écrivains du Commonwealth 2010 pour le meilleur premier livre (Afrique)[22]
- Prix du premier livre Betty Trask 2010[23]
- Finaliste du prix Wole Soyinka de littérature en Afrique 2010[24]
- 2012 Nigeria Prize for Literature shortlist[25]
- Les meilleurs livres du Washington Post 2009[26]
- Récipiendaire du Raven Award of Excellence 2018 pour son livre "Buried Beneath the Baobab Tree"[27]